# Салгир
Салги́р (крим. Salğır) — річка в Україні, в межах Автономної Республіки Крим. Найбільша річка Кримського півострова.

## Опис
Довжина 232 км, площа басейну — 4010 км². Долина переважно ящикоподібна, у пониззі нечітко виражена, у пригирловій частині відсутня. Ширина долини від 300—600 м (у верхів'ї) до 2—3 км (у пониззі). Річище звивисте, завширшки від 3—3,5 м до 8—15 м; у нижній течії випрямлене та обваловане. Глибина на перекатах 0,3—0,5 м, на плесах — до 1,6 м. Похил річки в гірській частині 6 м/км, у рівнинній — 0,27 м/км. 
Живлення переважно снігове та ґрунтове. Улітку в нижній течії пересихає. У долині Салгира збудовано Салгирську зрошувальну систему.

## Басейн
Утворюється від злиття річок Ангари і Кизилкобінка, що беруть початок на північних схилах Кримських гір. Нижче міста Сімферополя Салгир тече Кримською низовиною: спершу на північний захід і північ, від смт Гвардійського — на північний схід. Впадає в озеро Сиваш на схід від села Любимівки. 
На берегах Салгира розташована столиця Криму — місто Сімферополь. 

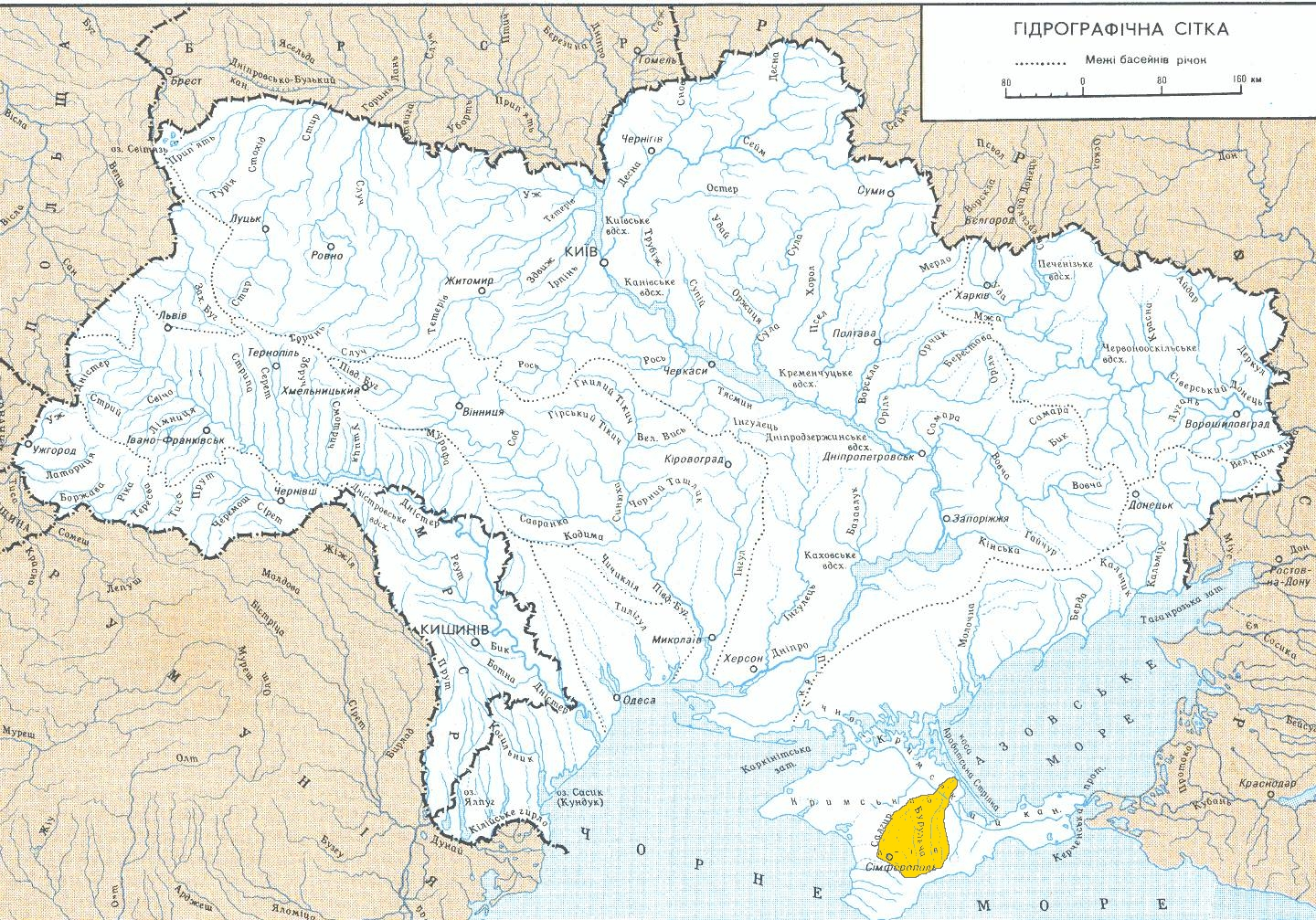
Басейн річки Салгир на гідрографічній мапі України

Витоки Салгира визначалися неоднозначно. Через це в краєзнавчих довідниках та іншій літературі дається різна довжина річки — 232, 211 або 204 км. Деякі дослідники джерелом Салгира вважали Аянське джерело, пов'язуючи це з тим, що Аян дає майже 40 % загального об'єму стоку Салгира в місці його впадання. За початок Салгира приймали також джерело річки Ангари, що на Ангарському перевалі. На сучасних мапах назва «Салгир» з'являється після злиття в селі Перевальне річок Ангара й Кизилкобинка. Довжина Салгира в цьому випадку дорівнює 204 км. Салгир перетинає Внутрішню гряду Кримських гір, минаючи лівобережні стрімчасті Петровські скелі, на вершині яких розташоване городище Неаполя Скіфського — столиці пізньоскіфської держави. Далі річка перетинає Зовнішню гряду й виходить на степову (рівнинну) частину Криму. У нижньому плині русло річки протягом 43 км спрямлено і є колектором (ГК-22). Напроти гирла річки розташоване так називане Шакалинське звуження Сиваша — завширшки 1,8 км і завглибшки 0,7—0,9 м, що дозволяє досить швидко перебратися до Арабатської Стрілки й Азовського моря. 

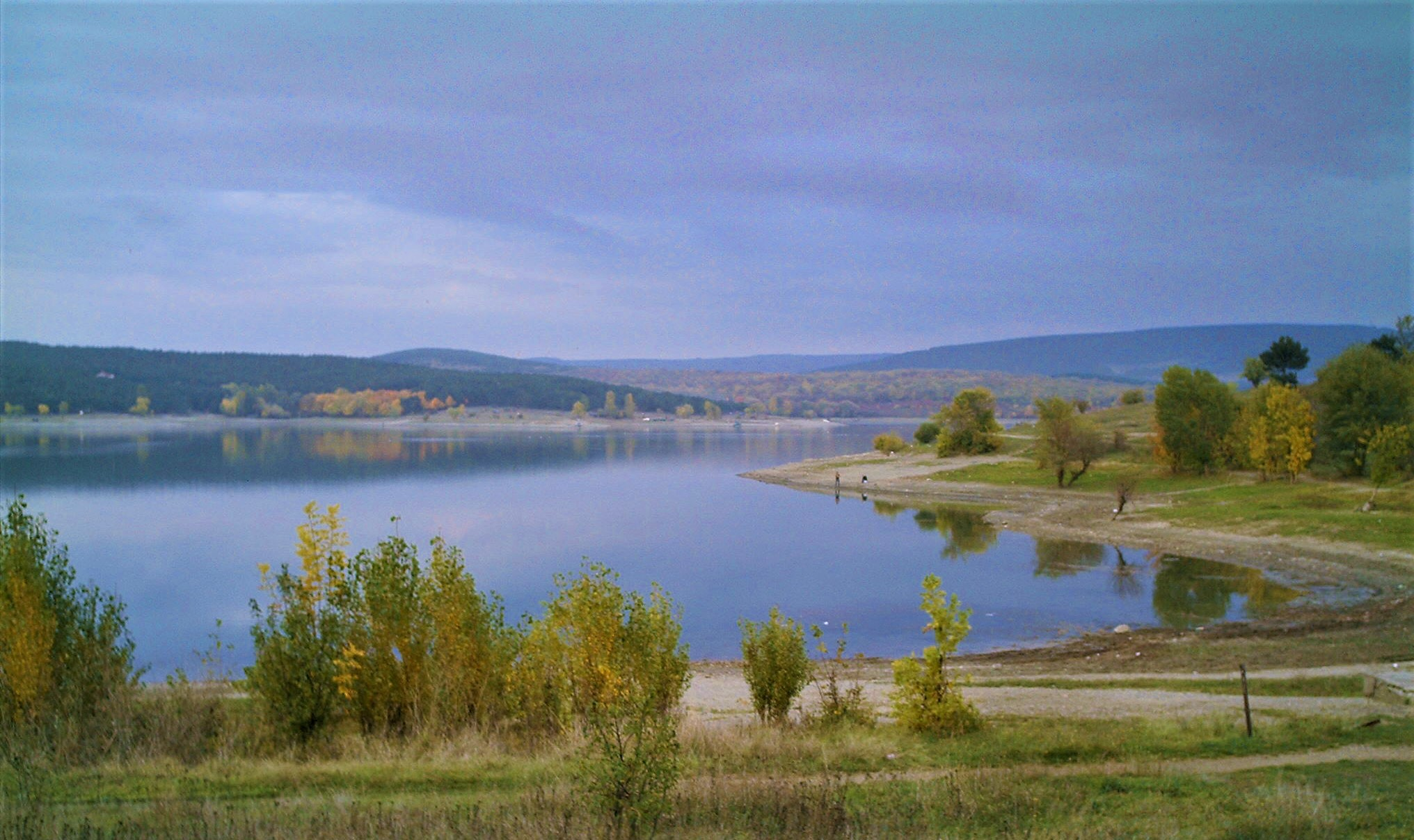
Сімферопольське водосховище

Водозбірний басейн Салгира межує на сході з басейном річки Східний Булганак, на південному сході — з басейнами річок Південного берега Криму, на південному заході та заході — з басейнами Альма й Західний Булганак, північно-західна межа басейну Салгира проходить по рівнинній місцевості й виражена нечітко. Водозбірний басейн охоплює північні схили Головної гряди Кримських гір, передгір'я й рівнинну частину Криму. У межах верхньої частини басейну розташовані великі вапнякові гірські масиви — Чатир-Даг, Демерджі, Карабі-Яйла. У районі Сімферополя й у східній частині басейну Салгира виражені Внутрішні й Зовнішня передгірні гряди, розділені поздовжніми долинами. У центральній частині басейну простежується тільки невисока Зовнішня гряда, яка має вигляд плато, що поступово знижується на північ й непомітно переходить в рівнину поблизу Сімферополя. Середня висота басейну річки 440 м, хоча основна його частина розташована нижче 300 м. Гірська частина покрита лісами. Середня й нижня частини безлісі й інтенсивно використаються в сільському господарстві.

## Притоки
Салгир разом зі своєю притокою Біюк-Карасу утворює найбільшу в Криму річкову систему. Повна довжина Салгира та 14 його приток, що безпосередньо впадають у нього, дорівнює 923 км. Густота річкової мережі — 0,25 км/км². Характерним для приток Салгира є те, що не всі вони доносять свою воду до нього, гублячись на степовій рівнині. 
Верхів'я Салгира і його приток розташовані на північних схилах Головної гряди Кримських гір. У середині свого плину вони мають характер гірських потоків з більшим падінням та великими швидкостями. Долини річок вузькі. Після виходу на рівнину їхні ухили різко зменшуються, долини втрачають виражені обриси, у пригирловій частині річок вони нечітко виражені. Зі зменшенням висоти місцевості погіршуються умови формування стоку, зменшуються опади й збільшується випаровування, що призводить до зменшення водності річок. 
Притоки Салгира з лівого берега (Ангара, Аян, Хараб-Тавель, Аратук, Джума, балка Курци) впадають у Салгир тільки у верхній його частині. В межах Сімферополя в Салгир впадають: права притока — Малий Салгир, ліва притока — Казанка і остання ліва притока — Слов'янка. Нижче Сімферополя Салгир приймає притоки винятково із правої нагірної сторони: Галтчик-Кая (Маленька), Зуя, Бурульча, Біюк-Карасу. Такий розподіл приток надає річковій системі Салгира однобічну, асиметричну, грушоподібну форму. Найбільша ширина водозбірного басейну (60—65 км) у верхній частині, в нижній частині вона різко звужується до декількох кілометрів. Притоки Салгира приблизно до середини свого плину носять характер гірських потоків. Вони маловодні або пересихають улітку, проте стають бурхливими після випадання дощів. Притоки Салгира не завжди доносять свої води до місця впадання в нього, як, втім, і він сам не завжди доходить до найбагатоводнішої своєї притоки — Біюк-Карасу. 
Біля села Піонерське (кол. Джалман) у Салгир впадають річки Тавель і Аратук, завдовжки по 10 км. За 4 км від траси на берегах річки Тавель розташоване село Краснолісся (кол. Тавель). Долина цієї річки була заселена людиною з древніх часів. На повороті на Краснолісся археологи виявили городище — поселення III ст. до н. е. — IV ст. н. е. Йдучи руслом річки можна добратися до Кримського природного заповідника. Річка Аратук носила раніше назву Джалман (від крим.-татар. джали — чагарник). Дійсно, тут схили гір покривають чагарникові зарості шипшини, кизилу, барбарису, і восени на схилах можна спостерігати буйство барв. 
Біля Сімферополя закінчується найкоротша Зовнішня гряда Кримських гір. Перша річка після Сімферополя — маловодна річка Галтчик-Кая (Маленька), права притока Салгира. Упадає в Салгир біля села Красна Зорька (кол. Карача-Кангил). Річка має довжину 37 км і площу басейну 132 км². Річка Кучук-Карасу — остання річка річкової системи Салгира. За її вододілом (на сході) протікають річки, котрі, як і Салгир, впадають у Східний Сиваш, але беруть початок на північно-східних схилах Головної гряди Кримських гір.

## Повені
Салгир, що здається нині має вигляд незначної річечки, іноді показував свою неприборкану буйну вдачу. Недаремно його порівнюють із ласкавим кошеням, що має звички лева. Як і на будь-якій річці Криму, при випаданні рясних та інтенсивних дощів на Салгирі формуються катастрофічні паводки, що не раз завдавали жителям Сімферополя великих неприємностей. У грудні 1933 р. була зафіксована найбільша витрата води в річці — 118 м³/з (при середньорічній витраті 1,29 м³/с у селі Піонерське). 
За спогадами старожилів, пройти з вулиці на вулицю після сильного дощу без спеціальних ходулів було просто неможливо. І навіть кривизну вуличок старого міста можна пояснити бажанням не перешкоджати природному стоку води. Для запобігання повеням, а також для зрошення земель у 1945 році була прийнята Постанова РНК СРСР про проведення проектно-дослідницьких робіт для будівництва водосховища на Салгирі. Водосховище будувалося протягом чотирьох років, і вже в грудні 1955 року було заповнене.

## Історія

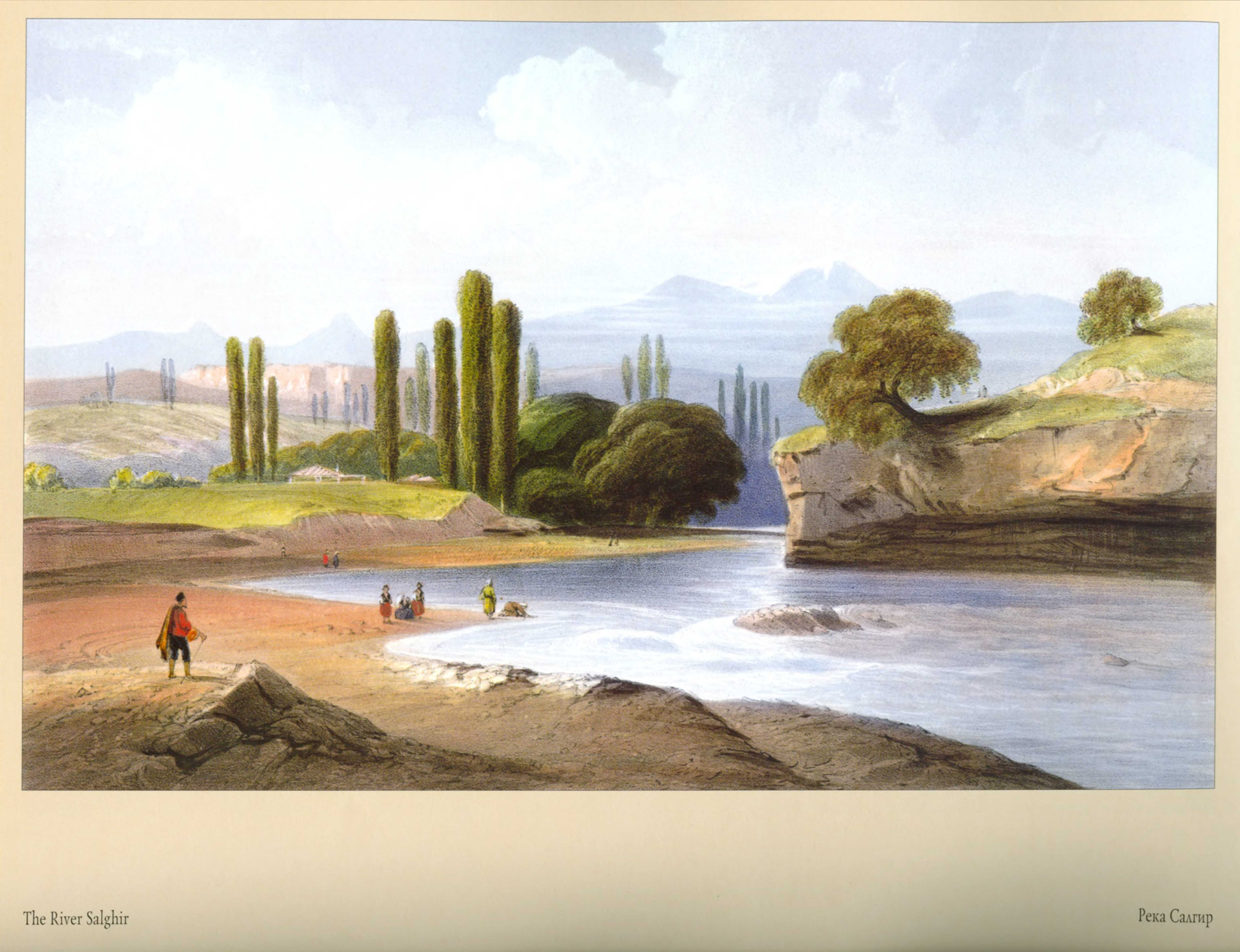
Карло Боссолі «Річка Салгир», 1856

Дивлячись сьогодні на Салгир, що протікає через столицю АРК, важко уявити палеолітичний пейзаж, відтворений геологом Євгенією Василівною Львовою: «…Салгир ще ширше розсовує свої береги. На рівні нинішнього проспекту Кірова — до 700 м, від площі Радянської до площі Куйбишева». Недарма перші жителі цієї території облюбували стрімкі Петровські скелі, при підніжжі яких пінилися води Салгира. Річка була неприступним водним рубежем античного міста Неаполя Скіфського, розташованого на вершині скель. Згодом господарська діяльність на водозборі, особливо вирубка вікових дібров, призвела до того, що Салгир сильно змінився і став мало подібним навіть до того, як його описували мандрівники ще наприкінці XVIII — початку XIX ст. «Річка Салгир, як чисте велике джерело, тече по каменях поруч з містом, у всю його довжину…» — писав про околиці Сімферополя в 1803 р. юрист і письменник Павло Іванович Сумароков у відомій книзі «Дозвілля кримського судді, або друга подорож у Тавриду». А подорожуючий у 1826 р. літератор Пилип Пилипович Вігель уже відзначив: «…переїхавши вбрід через Салгир, що вважав я річкою й, у якому знайшов тільки швидкий потік із кристально чистою водою». Помітимо, що вода в Салгирі, незважаючи на ріст міста, продовжувала залишатися чистою, і воду для пиття брали прямо з річки. Подорожуючи по Криму в 1837 р, член Російської АН Анатолій Миколайович Демидов відзначив: «Із Салгира воду носять цебрами й возять бочками». Цебро води із Салгира коштувало півкопійки. До кінця XIX ст. вода вже не вирізнялася колишньою чистотою, проте вона подавалася в міський водопровід із двох колодязів, розташованих на березі Салгира. Фахівець із водопостачання населених пунктів А. Лаговський відзначав: «Це погана питна вода. Вона терпима тимчасово».

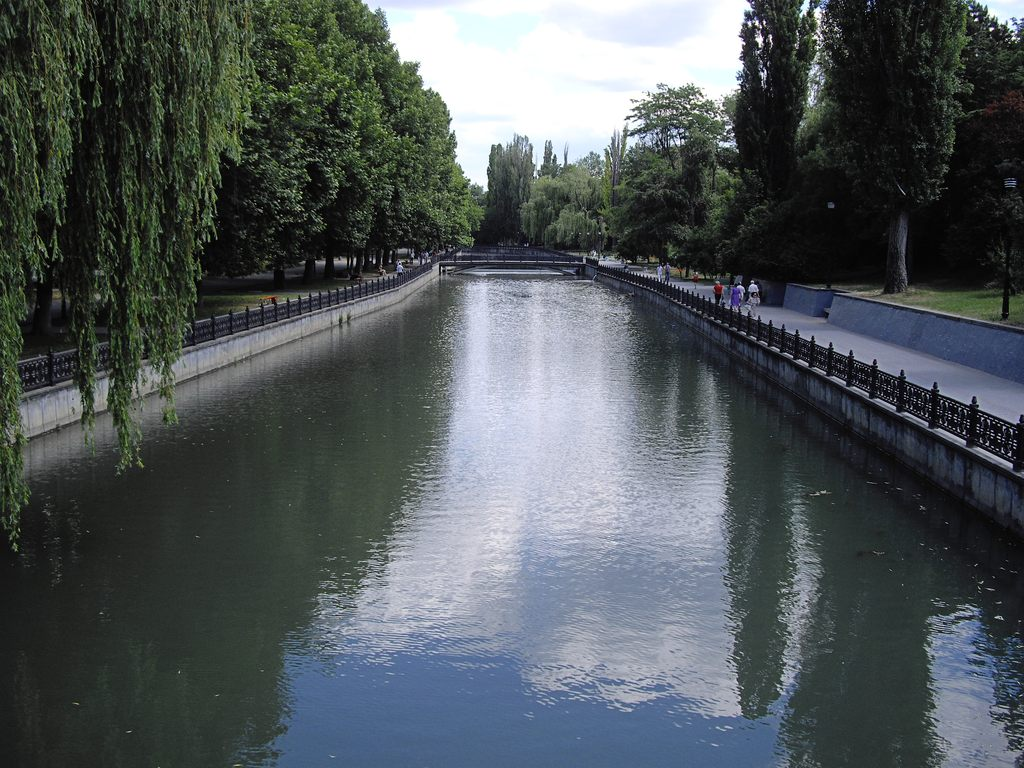
Річка Салгир в Сімферополі. Набережна імені 60-річчя СРСР

Уздовж річки Ангари спочатку йшла в'ючна стежка, на місці якої в 1826 р., за розпорядженням генерал-губернатора князя Михайла Семеновича Воронцова, було прокладене гірське шосе. Будували дорогу солдати Козловського й Нашенбургського полків, а також солдати 34, 36 і 40-го єгерських полків. Будівництвом керував «корпуса інженерів шляхів сполучення підполковник Шишлов». Якщо із шосе Сімферополь — Ялта на Ангарського перевалі повернути вліво, то, пройшовши кілька сотень метрів, можна побачити поблизу зарослої старої дороги занедбаний обеліск на честь будівельників. При будівництві дороги будівельники повторювали рельєф місцевості, тому дорога вийшла звивистою та крутою, з підйомами й спусками. По ній у погану погоду дві — три доби доводилося добиратися із Сімферополя до Ялти. Путівники 80-х років кінця XIX ст. повідомляли: «Екіпажі у трійку в Сімферополі дуже зручні, беруть до Ялти 25 рублів і дорожче (ціна коливається від пори року). Візник їде без перепрягання і зазвичай витрачає на проїзд, з відпочинком і ночівлею в Алушті, одну добу». Через спеку екіпажні коні були в солом'яних капелюхах, крізь тулію стирчали їхні гострі вушка. Кучер теж був у крислатому капелюсі. У кучера була мідна труба, в яку він дудів, під'їжджаючи до повороту. Потім подорожували по цій дорозі в автомобілі, але не кожний витримував. В. В. Маяковський писав, що при їзді по такій дорозі можна побачити власну потилицю. Курорти, що розвивалися на Південному березі Криму, вимагали вдосконалення дороги. В 1958 р. було вирішено побудувати нову дорогу, що відповідає потребам «Всесоюзної здравниці». І тоді народилася думка про заміну автомобільної дороги на тролейбусну магістраль — Кримський тролейбус. Нова, широка, без крутих поворотів дорога уздовж Ангари була побудована в 1959 р. Тепер, їдучи на Південний берег Криму можна через праві вікна автомобіля чи тролейбуса милуватися швидкоплинною річкою Ангарою. 
Коли на лівому березі Салгира з'явилися перші будови столиці новоствореної Таврійської області, на правому його березі шуміли густі вікові діброви. Тепер від них залишилося лише кілька старих дерев, найвідоміше з яких — 750-літній дуб у Дитячому парку. Шанобливий вік дуба вимагає поважного до нього ставлення. Не даремно в 1972 р. він одержав статус пам'ятки природи і гучну назву — «Богатир Тавриди». Поруч із ним росте ще один дуб-богатир, біля якого влаштована галявина казок за мотивами поеми А. С. Пушкіна «Руслан і Людмила»: «У лукомор'я дуб зелений…». 
У нарисі «Подорож по Криму академіка Петра Симона Палласа в 1793 і 1794 роках» згадується: «…на березі Салгира перебуває батарея, захищена ровами, які пориті тепер дощовими потоками». Навесні 1777 р. передовий загін російської армії, яким командував генерал-поручик Олександр Васильович Суворов, стояв укріпленим табором на високому лівому березі Салгира й використав його як водний оборонний рубіж. На цьому місці тепер установлений пам'ятник генералісимусові Суворову. 
Із Салгиром тісно пов'язане життя Сімферополя. Після включення Криму до складу Російської імперії та створення Таврійської області почалося будівництво її адміністративного центру (1784 р.). Місце для нового міста було обрано першим цивільним губернатором міста Василем Васильовичем Коховським на лівому високому березі Салгира, західніше татарського поселення Ак-Мечеть, що було резиденцією калга-султана (друга особа після хана). З «Економіко-географічного опису Ак-Мечеті й повіту за станом на 1798 рік» відомо, що тоді «річка Салгир у літню пору глибиною буває від двох до трьох чвертей аршина, а ширина від трьох до п'яти сажнів, суднового ходу по ній немає й бути не може» (аршин — 71,12 см; сажень — 2,13 м).
До 1870-х Сімферополь розташовувався тільки на лівому березі річки. Салгир був східною межею міста. П. С. Паллас писав: «… зі східної сторони міста протікає швидкий Салгир, низинні береги якого покриті садами, лугами й являють собою мальовничий краєвид». Територія правого берега звалася «Заріччя». Тут розміщалися заміські поміщицькі будинки, фруктові сади й три водяні млини на проведених з річки каналах. На вітряках мололи зерно й збивали вовну на повсть. Великі землі, що належали Миколі Олександровичу Султан Крим-Гірею й використовувані для вигону худоби, називалися «Султанський луг» (нині район вулиці Шполянскої). Поступово фруктові сади зайняли долину Салгира майже до нинішнього селища Гресівського. Після будівництва залізниці від станції Лозова до Севастополя (1875), коли зросла можливість вивозу фруктів, сади з'явилися й на Султанському лузі.
Одночасно жителі міста стали забудовувати непередбачувані планом ділянки землі на правому березі Салгира. В 1897 «Заріччя» було включено в межі міста, і почалася його забудова. Зарічні фруктові сади знищувалися. Вітрозахисна стіна з високих тополь була вирубана, а на їхньому місці був розбитий обсаджений липами «Крим-Гірея бульвар» (нині бульвар Івана Франка). За цим районом закріпилася назва «Нового міста». Тепер Салгир протікає через Сімферополь, ділячи його на дві частини. Нове місто було з'єднане зі старим мостами. Перший міст через Салгир (Феодосійський) був побудований у 1809. Він був дерев'яний — із сосни на дубових палях. По цьому мосту проходила дорога в Карасубазар (нині Білий-гіркий) і далі у Феодосію. Дерев'яний міст швидко став непридатним, тож у серпні 1835 відкрили новий кам'яний міст, що в 1960 замінили сучасним залізобетонним мостом із чавунною огорожею (міст ім. Кірова). 
Салгир мав велике значення в житті губернського міста. Недаремно в одному з перших путівників по Криму відомий краєзнавець Кондаракі Василь Христофорович (1875) відзначив, що в Сімферополі нічого чудового немає в порівнянні з іншими губернськими містами, але все-таки, його виділяє серед них «краса околишніх видів». Цю ж особливість Сімферополя відзначали й інші його сучасники. 
Салгир часто зображувався на листівках, присвячених Сімферополю. Одну з головних вулиць міста в 1834 назвали «Салгирна» (перейменована на проспект Кірова в 1935). На ній розташовувалися готелі, постоялі двори (хани), дохідні й житлові будинки, крамниці, громадські будинки, розважальні заклади. Тут же перебувала одна із трьох громадських бібліотек півдня Росії (відкрита в 1890). Про неї згадується в розповіді А. П. Чехова «Іонич», що починається зі знаменитої фрази: «У губернському місті С…». Вулиця Салгирна стала візитівкою міста. Про значимість вулиці свідчить і постанова Таврійського губернатора П. М. Лазарєва від 14 квітня 1894 року про заборону їзди по ній на «жахливому символі нищівного прогресу» — велосипеді — після 10 години ранку через її жвавість. Ця постанова була опублікована в суспільно-політичній літературній газеті, що називалася «Салгиръ». Цікаво відзначити, що в 2003 році у Сімферополі почала знову виходити газета «Салгир». За 220-літнє існування Сімферополь розрісся й значно розсунув свої первісні межі, але все-таки зберіг прив'язаність до Салгира. Більш ніж на дев'ять кілометрів простяглася упоряджена набережна — улюблене місце прогулянок жителів міста.

## Пам'ятка природи
У середньому плині Салгира, біля села Октябрське, в 1880 році був закладений лісопарк — пам'ятка садово-паркового мистецтва, пам'ятка природи з 1947 року (повторно з 1964 року). Лісопарк площею 76 га займав заплаву й частково надзаплавну терасу річки. Тут переважають дуб черешчатий, гледичія, біла акація, два види ясена й клен ясенолистий, а також тополя, липа, кизил, бруслина й інші. Окремі дуби сягають 25-27 м висоти, а їхній вік оцінюється у 200 років. Октябрський лісопарк є доказом, що в минулому в долині Салгира ріс дубовий ліс тугайного (долинного) типу. Релікт такого лісу, дуб-велетень, росте в парку. На жаль, парк частково вирубаний.